# NGC 5335
NGC 5335 (również PGC 49310 lub UGC 8791) – galaktyka spiralna z poprzeczką (SBb), znajdująca się w gwiazdozbiorze Panny. Odkrył ją John Herschel 9 kwietnia 1828 roku.
W galaktyce tej zaobserwowano supernową SN 1996P.